# Sistem de management
Un sistem de management este un set de politici, procese și proceduri utilizate de o organizație pentru a se asigura că poate îndeplini sarcinile necesare pentru a-și atinge obiectivele.  Aceste obiective acoperă multe aspecte ale operațiunilor organizației (inclusiv succesul financiar, funcționarea in condiții de siguranță, calitatea produselor, relațiile cu clienții, conformitatea cu legislația și reglementările  precum și managementul personalului). De exemplu, un sistem de management de mediu permite organizațiilor să-și îmbunătățească performanța de mediu, iar un sistem de management al securității și sănătății în muncă permite unei organizații să-și controleze riscurile pentru sănătatea și securitatea în muncă.
Standardul internațional ISO 9000:2015 (Titlu: Sisteme de management al calității – principii fundamentale și vocabular) definește termenul sistem de management in capitolul 3.5.3 ca fiind „un set de elemente interdependente sau care interacționează ale unei organizații pentru a stabili politici, obiective, precum și procese pentru atingerea acestor obiective. ". 

O simplificare a principalelor aspecte ale unui sistem de management este abordarea cu 4 elemente „planificare, efectuare, verificare, acțiune”. Un sistem de management complet acoperă fiecare aspect al managementului și se concentrează pe sprijinirea managementului performanței pentru atingerea obiectivelor. Sistemul de management ar trebui să fie supus unei îmbunătățiri continue pe măsură ce organizația se perfecționează.

## Exemple
Exemple de standarde ale sistemelor de management includ:
- ISO 9000 : standarde pentru sistemele de management al calității (QMS)
- ISO 13485 : standard pentru dispozitive medicale
- ISO 14000 : standarde pentru sistemele de management de mediu
- ISO/IEC 20000 : standarde pentru sistemele de management al serviciilor IT (SMS)
- ISO 22000 : standarde pentru sistemele de management al siguranței alimentelor (FSMS)
- ISO/IEC 27000 : sisteme de management al securității informațiilor (ISMS)
- ISO 30301: standard pentru managementul înregistrărilor (informații și documentație)
- ISO 37001 : standard pentru sisteme de management anti-mită
- ISO 45001 : standard pentru sistemele de management al sănătății și securității în muncă
- ISO 50001 : standard pentru sistemele de management ale energiei
- ISO 55000 : standarde pentru sistemele de management ale activelor
- ISO 56002: standard pentru sistem de management al inovării
- FitSM : standarde pentru managementul ușor al serviciilor IT
- ILO-OSH: sisteme de management ale securității și sănătății în muncă
- SA8000 : sistem de management al responsabilității sociale
- Standardele de siguranță ale sistemului de management ale AIEA

## Vezi si
- Sistem de management de mediu (EMS)
- Integrare Lean
- Sistem de management al siguranței proceselor (PSMS)
- Sistem de management al calitatii (SMC)
- Managementul calității totale (TQM)
- Sistem de management al depozitelor (WMS)
- Sistem de management al bunăstării sociale (WMS)

1. ↑  „FitSM Part 0: Overview and vocabulary”. Itemo. 1 aprilie 2015. Arhivat din original la 31 august 2015. Accesat în 24 iulie 2015.
2. ↑  „ISO 9000:2015 Quality management systems — Fundamentals and vocabulary”. iso.org. International Organization for Standardization. 12 octombrie 2020. Accesat în 12 octombrie 2020.